# 于元吉
于元吉，山东省汶上县人，清朝官员。
康熙三十九年庚辰科（1700年）进士，仕至江南灵璧县知县。
康熙五十八年（1718），重修灵璧县吴公桥。康熙六十年（1720年），主编《灵璧县志》，并作序，后人简称《于志》。清乾隆年间灵璧知县贡震在修《灵璧志略》时访求得到《于志》稿。现在仅见《于志》序言，不见原本。